# ロレートの聖母を礼拝するシエナの聖ベルナルディーノと聖フランチェスコ
『ロレートの聖母を礼拝するシエナの聖ベルナルディーノと聖フランチェスコ』（ロレートのせいぼをれいはいするシエナのせいベルナルディーノとせいフランチェスコ、伊: San Bernardino da Siena con San Francesco d'Assisi in preghiera davanti alla statua della Madonna di Loreto、英: Saint Bernardino of Siena and Saint Francis of Assisi in Prayer before Our Lady of Loreto）は、イタリアのバロック絵画の巨匠グエルチーノが1618年にキャンバス上に油彩で描いた絵画である。グエルチーノの作品としては珍しく、画面左下の石段に署名が記されている。チェントのサン・ピエトロ聖堂のために制作された絵画で、ローマ移住以前のグエルチーノ初期の傑作に数えられる。現在、チェントのイル・グエルチーノ市立美術館に所蔵されている。

## 作品
画面上部の壁龕にロレートの聖母の彫刻像が置かれている。マルケ州にあるロレートは1294年に天使がナザレ (現在のイスラエル) から「サンタ・カーサ (聖なる家)」 (イエス・キリストが育った聖母マリアと聖ヨセフの家) を運んだと伝えられる町で、ロレートの聖母とはロレートの聖堂にあるサンタ・カーサに奉られた幼児イエス・キリストを抱いた聖母マリア像である。
天使が聖母像にかかる緋色のカーテンを持ち上げ、その下で仰ぎ見るように祈りを捧げるのはシエナの聖ベルナルディーノである。彼の祈りをかたわらの聖フランチェスコがとりなしている。裸足で祭壇に跪く聖ベルナルディーノは15世紀のフランシスコ会の修道士で、名高い説教師でもあった。イエスの御名への帰依を広めたことから、祭壇の足元には「人々の救い主」を意味するIHS (Iesusu Hominum Salvador) の文字が刻まれた円板が立てかけられている。祭壇の上には司教が身に着けるダルマティカが見えるが、これはベルナルディーノがたびたび司教職を請われながらも断ったという言い伝えにもとづく。彼の背後の修道士は両手に聖痕があることから、聖フランチェスコであると特定される。

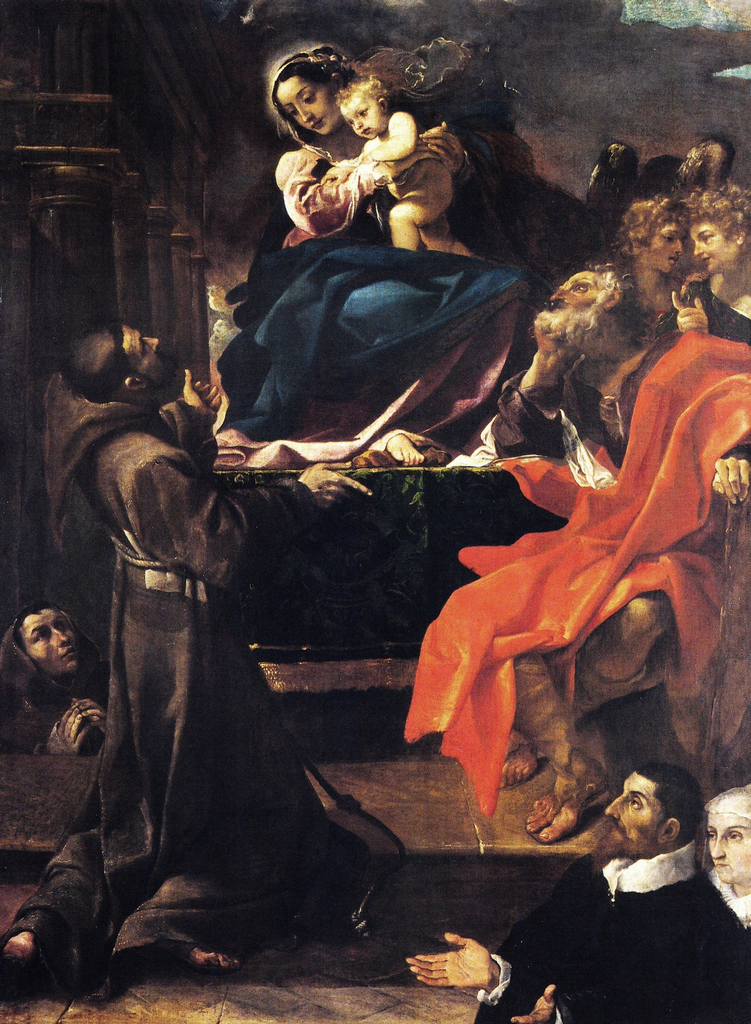
ルドヴィコ・カラッチ『聖家族と聖フランチェスコ、寄進者たち』 (1591年)、イル・グエルチーノ市立美術館、チェント

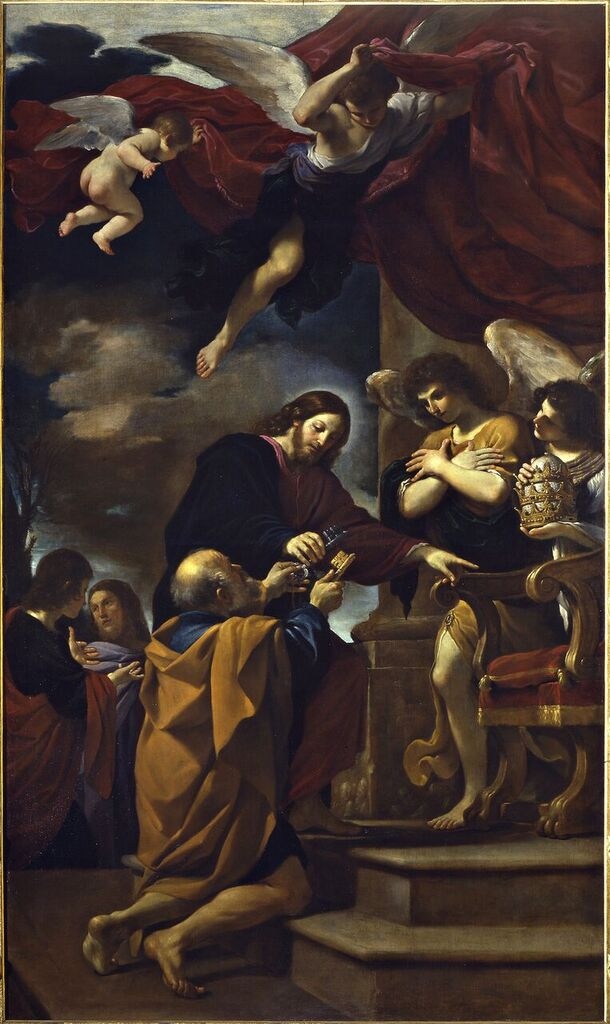
グエルチーノ『聖ペテロに鍵を渡すキリスト』 (1618年)、イル・グエルチーノ市立美術館、チェント

横向きの聖人が祭壇の前に跪いて祈りを捧げる本作の基本的な構図は、ルドヴィコ・カラッチの『聖家族と聖フランチェスコ、寄進者たち』 (イル・グエルチーノ市立美術館) に学んだもので、本作同様1618年に制作された『聖ペテロに鍵を渡すキリスト』 (イル・グエルチーノ市立美術館) などの作品にも用いられている。大きく仰ぎ見る仰視法、対角線構図もルドヴィコから借用しており、ルドヴィコの聖フランチェスコは、本作の聖ベルナルディーノのポーズおよび聖フランチェスコの右手の手ぶり (とりなしの手ぶり) の手本となった。しかし、ルドヴィコの極端に強調された演劇性と感情表現に比べ、グエルチーノの人物像はより彫塑的に表されている。そして、ルドヴィコの落ち着きのない画面構成に比べ、グエルチーノの副次的な人物を排除した画面構成はわかりやすさと安定感が見られる。さらに、グエルチーノの人物像には、自然主義的な実在感と堂々たるモニュメンタルな性格が備わっている。
この絵画でもう1つ重要な点は自然主義的な光と色彩の表現で、それにより場面全体は自然な光の移り変わりの中に有機的に表されている。天使が持ち上げたカーテンが聖母像に落とす影は、そのことを最も典型的に示す。一方、聖母像の纏う白い衣服や祭壇から垂れ下がるダルマティカには生地の形状と質感を的確に把握する大ぶりな筆致が見られるが、これは1617-1618年以降のグエルチーノ作品の特徴である。フェッラーラの画家スカルセッリーノを通して学んだヴェネツィア派の影響と考えられる。